# Kamiennik Wielki
Kamiennik Wielki (Duits: Groß Stoboy) is een plaats in het Poolse district  Elbląski, woiwodschap Ermland-Mazurië. De plaats maakt deel uit van de gemeente Milejewo en telt 570 inwoners.